# 2021년 선댄스 영화제
제37회 선댄스 영화제는 2021년 1월 28일에 열린 시상식이다.

## 수상 및 후보

### 심사위원대상(미국 드라마)
- 코다 - 션 헤이더 수상

### 심사위원대상(미국 다큐멘터리)
- 썸머 오브 소울 (... 웬 더 레볼루션 쿠드 낫 비 텔레바이즈드) - 아미르 "퀘스트러브" 톰슨 수상

### 심사위원대상(월드시네마 드라마틱)
- 하이브 - 블레타 바스홀리 수상

### 심사위원대상(월드시네마 다큐멘터리)
- 플리 - 요나스 포헤르 라스무센 수상

### 관객상(미국 드라마)
- 코다 - 션 헤이더 수상

### 관객상(미국 다큐멘터리)
- 썸머 오브 소울 (... 웬 더 레볼루션 쿠드 낫 비 텔레바이즈드) - 아미르 "퀘스트러브" 톰슨 수상

### 관객상(월드시네마 드라마틱)
- 하이브 - 블레타 바스홀리 수상

### 관객상(월드시네마 다큐멘터리)
- 라이팅 위드 파이어 - 린투 토마스 외 1명 수상

### 관객상(베스트 오브 넥스트)
- 마 벨레, 마이 뷰티 - 마리온 힐 수상

### 감독상(미국 드라마)
- 코다 - 션 헤이더 수상

### 감독상(미국 다큐멘터리)
- 유저스 - 나탈리아 알마다 수상

### 감독상(월드시네마 드라마)
- 하이브 - 블레타 바스홀리 수상

### 감독상(월드시네마 다큐멘터리)
- 사바야 - 호기르 히로리 수상

### 각본상(미국 드라마)
- 온 더 카운트 오브 쓰리 - 아리 카처 외 1명 수상

### 편집상(미국 다큐멘터리)
- 홈룸 - 크리스티나 모트와니 외 1명 수상

### 심사위원특별상(미국 드라마) - 연기
- 자키(Jockey) - 클리프턴 콜린스 주니어 수상

### 심사위원특별상(미국 드라마) - 앙상블 캐스트
- 코다 - 션 헤이더 수상

### 심사위원특별상(미국 다큐멘터리) - Emerging Filmmaker
- 커스프 - 파커 힐 외 1명 수상

### 심사위원특별상(미국 다큐멘터리) - 논픽션 실험
- 올 라이트, 에브리웨어 - 테오 안소니 수상

### 심사위원특별상(월드시네마 드라마틱) - 크리에이티브 비전
- 원 포 더 로드 - 나타우트 폰피리야 수상

### 심사위원특별상(월드시네마 드라마틱) - 연기
- 루쯔 - 제스마크 사이크루나 수상

### 심사위원특별상(월드시네마 다큐멘터리) - 임팩트 포 체인지
- 라이팅 위드 파이어 - 린투 토마스 외 1명 수상

### 심사위원특별상(월드시네마 다큐멘터리) - 베리테 필름메이킹
- 프레지던트 - 카밀라 닐손 수상

### 심사위원대상-단편
- 리자드 - 아키놀라 데이비스 주니어 수상

### 심사위원상-미국단편
- 더 터치 오브 더 마스터스 핸드 - 그레고리 반스 수상

### 심사위원상-국제단편
- 밤비락 - 자마린 와닷 수상

### 심사위원상-단편애니메이션
- 기념비적 기념품 - 바스티앙 두보아 수상

### 심사위원상-단편논픽션
- 돈트 고 텔링 유어 마마 - 토파즈 존스 외 2명 수상

### 심사위원상-단편연기상
- 위글 룸 - 샘 게스트 외 1명 수상

### 심사위원상-단편 각본상
- 더 크리미널즈 - 세르하트 카라슬란 수상

### 알프레드 P. 슬로안 상
- 선 오브 모나츠 - 알렉시스 감비스 수상

### 넥스트 이노베이터상
- 크립토주 - 대쉬 쇼 수상

### NHK상
- Motherhood - Meryman Joobeur 수상

### 아마존 상 - 장편
- 런 - 나탈리 카사비안 수상

### 아마존 상 - 논픽션
- 필리 D.A. - 니콜 살라자 수상

### 어도비 상 - 다큐멘터리 편집
- Juli Vizza 수상

### 어도비 상 - 장편 편집
- 테릴린 A. 슈로프샤이어 수상

### 미국 드라마틱 경쟁
- 코다 - 션 헤이더
- 아이 워즈 어 심플 맨 - 크리스토퍼 마코토 요기
- 자키 - 클린트 벤틀리
- 존 앤드 더 홀 - 파스쿠아 시스토
- 메이데이 - 카렌 치노레
- 온 더 카운트 오브 쓰리 - 제로드 카마이클
- 패싱 - 레베카 홀
- 수퍼리어 - 에린 바실로포울로스
- 투게더 투게더 - 니콜 백위드
- 와일드 인디안 - 라일 밋첼 코빈 주니어

### 미국 다큐멘터리 경쟁
- 에일리 - 자밀라 위그낫
- 올 라이트, 에브리웨어 - 테오 안소니
- 엣 더 레디 - 메이지 크로우
- 커스프 - 파커 힐 외 1명
- 홈룸 - 피터 닉스
- 레벨 하트 - 페드로 코스
- 리타 모레노: 저스트 어 걸 후 디사이디드 투 고 포 잇 - 마리엠 페레즈 리에라
- 썸머 오브 소울 (... 웬 더 레볼루션 쿠드 낫 비 텔레바이즈드) - 아미르 "퀘스트러브" 톰슨
- 트라이 하더! - 데비 럼
- 유저스 - 나탈리아 알마다

### 월드시네마 드라마틱 경쟁
- 더 도그 후 우든트 비 콰이어트 - 아나 카츠
- 엘 폴라네타 - 아말리아 울만
- 하이브 - 블레타 바스홀리
- 휴먼 팩터스 - 로니 트록커
- 루쯔 - 알렉스 카밀러리
- 원 포 더 로드 - 나타우트 폰피리야
- 더 핑크 클라우드 - 이울리 제르바지
- 파이어 인 더 마운틴스 - 아지트팔 싱
- 플레져 - 닌자 티베르크
- 프라임 타임 - 야쿱 피야텍

### 월드시네마 다큐멘터리 경쟁
- 파야 다이 - 제시카 베쉬르
- 플리 - 요나스 포헤르 라스무센
- 미샤 엔드 더 울브스 - 샘 홉킨슨
- 더 모스트 뷰티풀 보이 인 더 월드 - 크리스티나 린드스트롬 외 1명
- 플레잉 위드 샤크 - 샐리 에이트킨
- 프레지던트 - 카밀라 닐손
- 사바야 - 호기르 히로리
- 테밍 더 가든 - 살로메 야시
- 라이팅 위드 파이어 - 린투 토마스 외 1명

### 인디 시리즈
- 4 피트 하이 - 마리아 벨렌 폰시오 외 1명
- Seeds of Deceit - 미리암 구트만
- 디즈 데이즈 - 아담 브룩스
- 우드 유 레더 - 리즈 아코카 외 1명

### 단편영화 부문
- BJ'S 모바일 기프트 샵 - 제이슨 박
- 파이브 타이거 - 노마웡가 쿠말로
- 요루가 - 페데리코 토라도 토본
- 브루저 - 마일즈 워렌
- 플렉스 - 조세핀 맬맨 외 1명
- 밤비락 - 자마린 와닷
- 돈트 고 텔링 유어 마마 - 토파즈 존스 외 1명
- 화이트 웨딩 - 멜로디 C. 로셔
- 라타 - 앨리샤 메타
- 인 디 에어 투나잇 - 앤드류 노먼 윌슨
- 호랑이 - 카비주램 퓨레브-오기어
- 디 어펙티드 - 릭케 그레저센
- 라즈베리 - 줄리안 도안
- 언리버블 - 마테우스 파리아스 외 1명
- 위글 룸 - 샘 게스트 외 1명
- 더 롱기스트 드림 아이 리멤버 - 카를로스 레닌
- 연극 수업 - 강유민
- 익스큐즈 미, 미스, 미스, 미스 - 소니 칼벤토
- 포레버 - 밋치 맥글로클린
- 블랙 바디스 - 켈리 파이프-마샬
- 위아 낫 애니멀즈 - 노아 데브레
- 리자드 - 아키놀라 데이비스 주니어
- 라이크 더 원스 아이 유스드 투 노우 - 애니 세인트-피에르
- 유 우든트 언더스탠드 - 트리쉬 하네티오
- 더블스피크 - 하젤 맥키빈
- 디 언신 리버 - 팜 응옥 란
- 아이 랜 프롬 잇 앤드 워즈 스틸 인 잇 - 다롤 올루 카예
- 더 터치 오브 더 마스터스 핸드 - 그레고리 반스
- 더 크리미널즈 - 세르하트 카라슬란

### 단편 다큐멘터리 부문
- 디스 이즈 더 웨이 위 라이즈 - 시애라 레이시
- 업 앳 나잇 - 넬슨 마켄고
- 티어스 티처 - 노에미 나카이
- 더 라이플맨 - 시에라 페텐길
- 스노위 - 케이틀린 슈월제 외 1명
- 디어 필라델피아 - 르니 마리아 오수부
- 어 콘체르토 이즈 어 컨버세이션 - 벤 프라우드풋 외 1명
- 마이 오운 랜드스케이프스 - 앙트완 샤퐁
- 투 노우 헐 - 나탈리 A. 차오
- 더 필드 트립 - 메건 오하라 외 2명
- 스피리츠 앤드 락스: 언 아조린 미스 - 알린 괴크멘
- 웬 위 워 불리즈 - 제이 로젠블랫

### 단편 애니메이션(애니메이션 스포트라이트)
- 꿈 - 김강민
- 더 파이어 넥스트 타임 - 레날도 펠레
- 고스트 독스 - 조 카파
- 운석이 떨어졌으면 좋겠어 - 이상화
- GNT - 사라 히르너 외 1명
- 더 포폴드 - 알리시 텔렌구트
- 트레파네이션 - 닉 플라허티
- 기념비적 기념품 - 바스티앙 두보아
- 리틀 미스 페이트 - 요더 본 롯츠

### 넥스트
- 더 블레이징 월드 - 칼슨 영
- 크립토주 - 대쉬 쇼
- 퍼스트 데이트 - 마누엘 크로스비 외 1명
- 마 벨레, 마이 뷰티 - 마리온 힐
- R#J - 캐리 윌리엄스
- 서쳐스 - 파코 벨레즈
- 선 오브 모나츠 - 알렉시스 감비스
- 스트로베리 맨션 - 앨버트 버니 외 1명
- 위아 올 고잉 투 더 월드 페어 - 제인 쇼엔브런

### 미드나잇
- 센서 - 프라노 배일리-본드
- 커밍 홈 인 더 다크 - 제임스 애쉬크로프트
- 어 글리치 인 더 매트릭스 - 로드니 에스쳐
- 노킹(영어판) - 프리다 켐프
- 마더 슈먹커스 - 레니 기트 외 1명
- 바이오레이션 - 마들렌 심즈-퓨어

### 스팟라이트
- 왕들의 그날 밤 - 필립 라코테
- 더 월드 투 컴 - 모나 파스트볼드

### 프리미어
- 에이미 탄: 언인텐디드 메모얼 - 제임스 레드포드
- 브링 유어 오운 브리게이드 - 루시 워커
- 에이트 포 실버 - 숀 엘리스
- 하우 잇 엔즈 - 데릴 웨인 외 1명
- 인 더 어스 - 벤 휘틀리
- 인 더 쎄임 브레스 - 난푸 왕
- 랜드 - 로빈 라이트
- 마블러스 앤드 더 블랙 홀 - 케이트 창
- 매스 - 프란 크랜즈
- 마이 네임 이즈 파울리 머레이 - 벳시 웨스트 외 1명
- 필리 D.A. - 테드 패슨 외 2명
- 프리즈너스 오브 더 고스트랜드 - 소노 시온
- 더 스팍스 브라더스 - 에드가 라이트
- 스트리트 갱: 하우 위 갓 투 세서미 스트리트 - 마릴린 아그렐로

### 뉴 프론티어
- 7 사운즈 - 샘 그린
- 리치 키즈: 어 히스토리 오브 쇼핑 몰스 인 테헤란 - 커스티 하우슬리 외 1명
- 틴커 - 루 워드
- 4 Feet High VR - 마리아 벨렌 폰시오 외 1명
- 비욘드 더 브레이크다운 - 토니 패트릭 외 2명
- 더 체인징 쎄임: 에피소드 1 - 미셸 스티븐슨 외 2명
- 포춘! - 브렛 게일러 외 2명
- 나무 - 에릭오
- 나이츠 - 베로니카 르완도스카 외 1명
- 프리즌 X - 챕터 1 : 더 데빌 엔드 더 썬 - 바이올레타 아야라 외 3명
- 투 미싱 더 엔딩 - 안나 웨스트 외 1명
- 트레블링 더 인터스티시움 위드 옥타비아 버틀러 - 소피아 나흘리 앨리슨 외 4명
- 웨이도 나이트 - 집츠 카메론 외 1명
- 시크릿 가든 - 스테파니 딘킨스

### 스페셜 스크리닝
- 라이프 인 어 데이 2020 - 캐빈 맥도널드